# Celles-sur-Durolle
Celles-sur-Durolle är en kommun i departementet Puy-de-Dôme i regionen Auvergne-Rhône-Alpes i centrala Frankrike. Kommunen ligger i kantonen Saint-Rémy-sur-Durolle som tillhör arrondissementet Thiers. År 2022 hade Celles-sur-Durolle 1 635 invånare.

## Befolkningsutveckling
Antalet invånare i kommunen Celles-sur-Durolle
| Referens: INSEE |